# Пауль Вильгельм Вюртембергский
Герцог Пауль Вильгельм Вюртембергский (нем. Paul Wilhelm von Württemberg; 25 июня 1797, Карлсруэ, Силезия — 25 ноября 1860, Мергентхайм) — представитель Вюртембергского королевского дома, видный немецкий естествоиспытатель, путешественник и первооткрыватель, осуществивший в начале XIX века несколько экспедиций в Северную Америку, Северную Африку и Австралию. В 1829 году открыл исток реки Миссури.

## Биография
Герцог Пауль Вильгельм — младший сын герцога Евгения Фридриха Генриха Вюртембергского и герцогини Луизы Штольберг-Гедернской. Приходился племянником первому королю Вюртемберга Фридриху.
В 1822—1824 годах герцог Пауль предпринял свою первую крупную экспедицию на Кубу и в Северную Америку. Герцог вёл дневник, в котором подробно описывал посещаемую местность с естественнонаучной и этнологической точки зрения. Художник по поручению герцога выполнял многочисленные рисунки с ландшафтов, растений и животных.
17 апреля 1827 года в Регенсбурге герцог Пауль женился на принцессе Марии Софии Доротее Турн-и-Таксис, дочери князя Карла Александра. Супруга ушла от герцога Пауля ещё до рождения их единственного сына Максимилиана в 1828 году. Брак был расторгнут официально 2 мая 1835 года. По случаю бракосочетания герцог Пауль получил в пользование под резиденцию Мергентхаймский дворец, где и разместилась его обширная этнологическая коллекция, собранная в путешествиях. В верхнесилезском Карлсруэ герцог возводил дворец Паулусбург, который был достроен лишь в год смерти хозяина.
Герцог Пауль прежде всего интересовался исследованиями Северной и Южной Америки и считается одним из первооткрывателей истоков реки Миссисипи. В 1850-х годах герцог Пауль Вюртембергский побывал в гостях у немецкого фермера Отмара фон Бера в техасском Систердейле. Герцог являлся членом академий наук в Вене, Санкт-Петербурге и Лондоне, вёл обширную переписку со многими учёными-натуралистами Европы. С 1822 года герцог Пауль, как член Вюртембергского королевского дома состоял в палате вюртембергских сословий. До 1847 года он лично присутствовал на его заседаниях.
В Мергентхаймском дворце герцог Пауль развернул огромную естественно-научную экспозицию и завещал продавать её только целиком. Это условие не было соблюдено, и его коллекция разошлась по разным музеям. Большая часть герцогского собрания находится в настоящее время в Музее естественных наук во дворце Розенштайн в Штутгарте, а также в Музее имени Линдена. Небольшая часть коллекции оказалась в Берлинском этнологическом музее. Графическая часть архива герцога Пауля, состоявшая изначально из 300 объектов, хранилась в Вюртембергской земельной библиотеке, но значительно пострадала во время авианалёта в 1944 году.

## Сочинения
- Friedrich Paul Wilhelm Herzog von Württemberg: Reise in Nordamerika während den Jahren 1822, 1823 und 1824. Erster Theil. Mergentheim [Druckerei Johann Georg Thomm] 1828.
- Paul Wilhelm Herzog von Württemberg: Erste Reise nach dem nördlichen Amerika in den Jahren 1822 bis 1824. Stuttgart und Tübingen 1835.

## Комментарии
1. ↑  В Вюртембергском королевском доме титул герцог носили все потомки главы дома (короля Вюртемберга) по прямой мужской законной линии. То есть, в этой семье после 1806 года герцог — титул принца, а не титул правящего герцогством монарха.